# Frozen Dead Guy Days

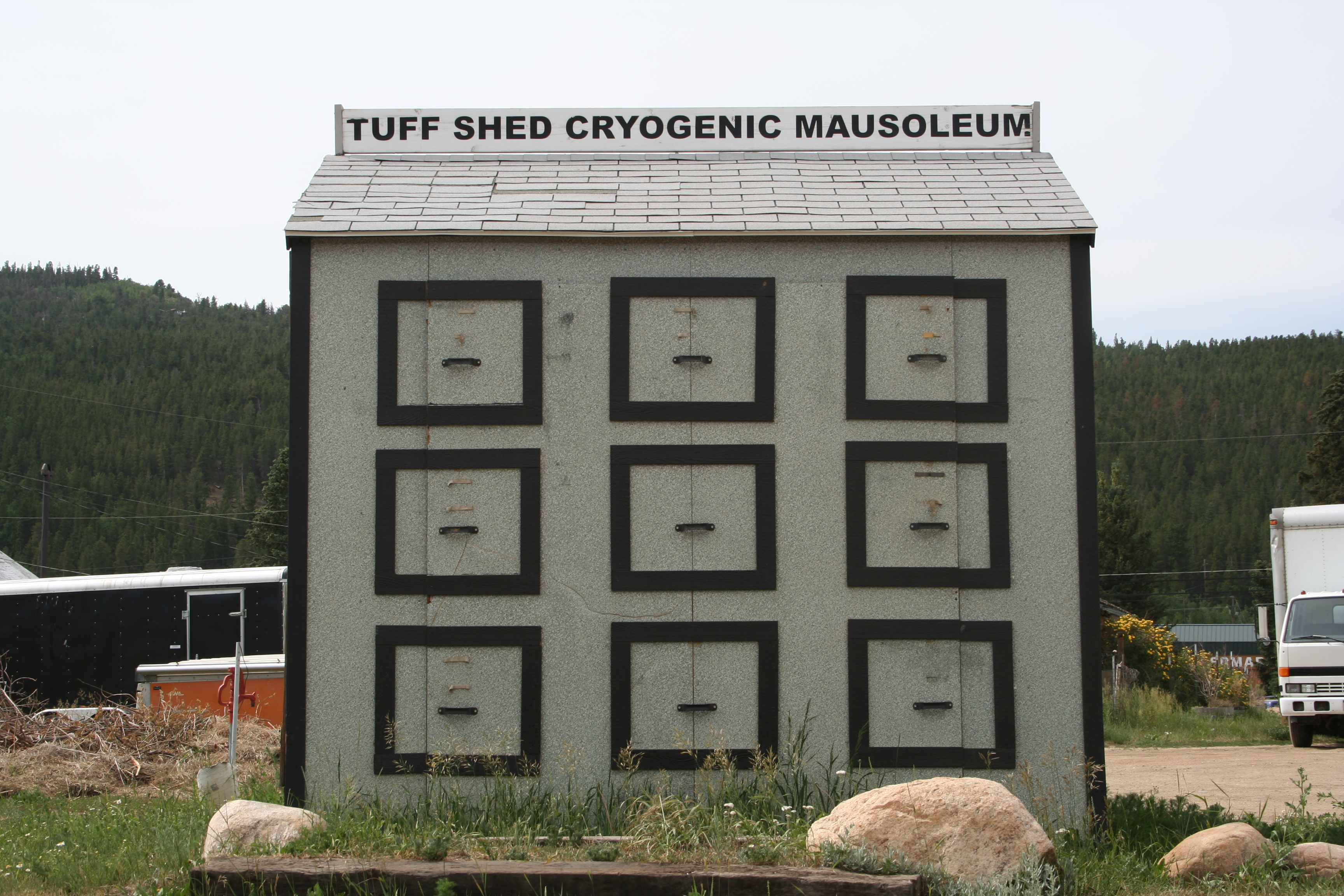
Tuff Shed z Frozen Dead Guy Days

Frozen Dead Guy Days – doroczne święto odbywające się w mieście Nederland w stanie Kolorado w Stanach Zjednoczonych.

## Geneza święta
W 1989 obywatel Norwegii Trygve Bauge przywiózł do Stanów Zjednoczonych ciało swojego zmarłego niedawno dziadka, Bredo Morstøla. Na czas transportu ciało było umieszczone w suchym lodzie, a następnie, w latach 1990-1993, przechowywane w ciekłym azocie w oferującej usługi krioniczne firmie Trans Time.
W 1993 Bredo Morstøl został ponownie umieszczony w suchym lodzie i przewieziony do miasteczka Nederland, gdzie Trygve i jego matka Aud zamierzali stworzyć własne przedsiębiorstwo krioniczne. Kiedy Trygve został wydalony ze Stanów Zjednoczonych z powodu wygaśnięcia ważności wizy, jego matka nadal przechowywała ciało swego ojca w niskiej temperaturze w szopie za swoim nieukończonym domem. 
Aud została ostatecznie eksmitowana z własnego domu, ponieważ mieszkała w budynku bez elektryczności i urządzeń sanitarnych, co stało w sprzeczności z lokalnym rozporządzeniem. Wówczas opowiedziała miejscowemu reporterowi o ciele jej ojca. Ów dziennikarz powiadomił ratusz o obawach Aud, że w związku z eksmisją ciału jej ojca grozi rozmrożenie.
Historia ta wywołała sensację. W reakcji na nią do Działu 7-34 Kodeksu Miejskiego miasto dodało obszerny przepis pt. "Przechowywanie ciał", czyniąc nielegalnym przechowywanie "całości lub części osoby, ciała lub szczątków człowieka, zwierzęcia lub innego gatunku biologicznego, który nie jest żywy, w jakiejkolwiek posiadłości". Jednak z powodu wywołanego poruszenia, dla Bredo Morstøla uczyniono wyjątek, uwzględniając tzw. "prawa nabyte". Trygve zwrócił się o pomoc do Delta Tech, lokalnej firmy działającej na rzecz środowiska, dzięki której przedsięwzięcie funkcjonuje. Bo Shaffer, dyrektor generalny w Delta Tech, znany jest jako The Iceman, ponieważ od 1995 dostarcza do szopy suchy lód, konieczny do utrzymywania ciała zmarłego w niskiej temperaturze. W tym samym roku lokalny dostawca spółki Tuff Shed przy wsparciu stacji radiowej z Denver, zbudował dla Bredo Morstøla nową szopę. 
W dowód uznania dla wyjątkowego mieszkańca miasteczka, od 2002 w Nederland obchodzone jest doroczne święto.

## Obchody

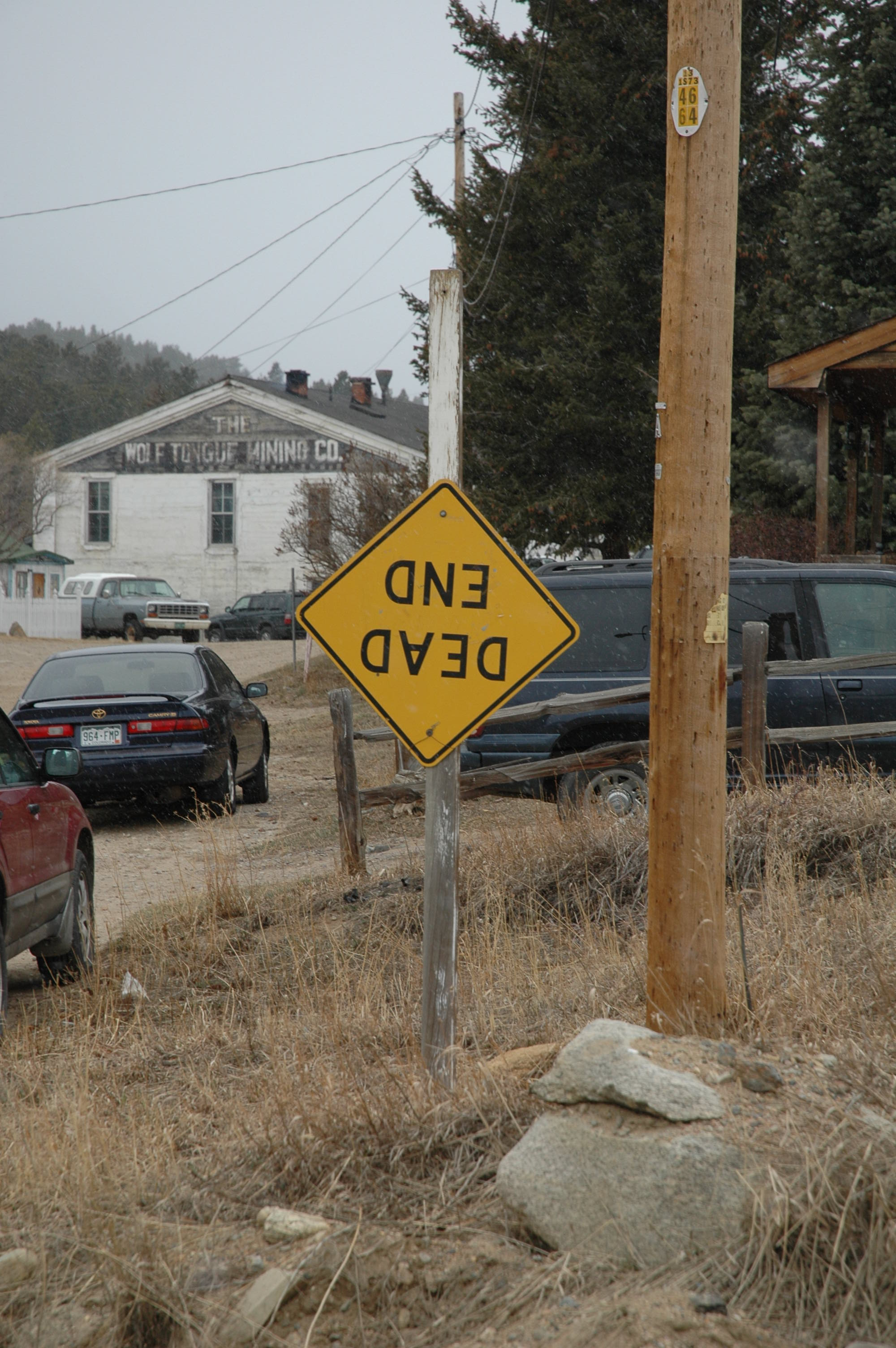
Znak drogowy z okazji Frozen Dead Guy Days

Frozen Dead Guy Days są obchodzone od piątku do niedzieli w pierwszy weekend marca. Organizowane są wyścigi z trumną, parada orszaków pogrzebowych i konkursy postaci przypominających zamrożonego zmarłego. Wyświetlany jest film dokumentalny o "Dziadku Bredo", pt. Grandpa's in the Tuff Shed. Nowsza wersja filmu pt. Grandpa's Still in the Tuff Shed miała premierę w Nederland 7 marca 2003.
Inne atrakcje to wycieczka do domku, w którym Dziadek jest zamrożony, skoki do lodowatej wody jeziora (po wycięciu przerębla), taniec zwany "Grandpa's Blue Ball", śniadanie złożone z naleśników, wyścigi w rakietach śnieżnych oraz zawody w rzeźbieniu w śniegu. Lodziarnia mieszcząca się w sąsiednim mieście Boulder produkuje w czasie święta lody o nazwie Frozen Dead Guy, składające się z niebieskich lodów o smaku owocowym wymieszanych z pokruszonymi herbatnikami Oreo i gorzkimi gumisiami w kształcie robaków.
Pomimo że Trygve i Aud wystąpili przeciwko miastu Nederland z powodu praw do majątku i nazwy w 2005, Frozen Dead Guy Days nadal się odbywają. W 2011 w obchodach wzięło udział prawie 20 000 osób, a 8–10 marca 2019 – 25 000 osób. Obchody w marcu 2020 zostały odwołane w związku z pandemią koronawirusa.